# Tatort: Häuserkampf
Häuserkampf ist die 729. Folge aus der Fernseh-Krimireihe Tatort. Sie wurde vom NDR produziert und am 13. April 2009 im Ersten erstausgestrahlt. Regie führte Florian Baxmeyer, das Drehbuch stammt von Johannes W. Betz und Peter Braun. Kriminalhauptkommissar Cenk Batu (Mehmet Kurtuluş) muss in seinem zweiten Fall gegen SEK-Beamte ermitteln und gerät außerdem in einen Entführungsfall.

## Handlung
Im Hamburger SEK verkaufen einige Kollegen Insiderwissen und militärisches Material ins Ausland. Kohnau beauftragt Batu als verdeckten Ermittler, die Hintermänner aufzudecken. Batu weigert sich zunächst, gegen Kollegen zu ermitteln, lässt sich dann aber doch dazu überreden. Schnell gelingt es ihm, mit Lars Jansen, einem der verdächtigen SEK-Beamten, Kontakt zu schließen. Er wird letztendlich sogar von Jansen für die illegalen Geschäfte angeworben. Damit er sich sein Gehalt aufbessern kann, soll auch er im Nahen Osten als Ausbilder fungieren.
Während Batu davon überzeugt ist, seinen Auftrag schon fast erfüllt zu haben, werden die Männer zu einem Einsatz mit einer Geiselnahme gerufen. Der vermeintliche Entführer, Zoltan Didic, hat aber keine Geiseln genommen und stellt auch keine Forderungen. Stattdessen teilt er Jansen, der als Scharfschütze vor Ort ist, mit, er halte seine Frau und seine Tochter gefangen und ihr Leben sei durch eine Zeitbombe bedroht. Dann nimmt Didic sich vor den Augen aller das Leben. Jansen wird kurz darauf bei einem Autounfall schwer verletzt. Mit letzter Kraft klärt er Batu darüber auf, dass zwischen ihm und Didic noch alte Rechnungen aus der Zeit des Kosovokrieges offen seien. Didic macht Jansen für den Tod seiner Frau und seines Sohnes verantwortlich und dafür habe er sich jetzt rächen wollen.
Batu macht sich auf den Weg, Jansens Familie zu retten. Er informiert seinen Vorgesetzten Kohnau, der jedoch zunächst dagegen ist. Er befürchtet, dass Batus Tarnung auffliegen könnte und er seine eigentliche Mission gefährdet – schließlich sind weder die Verdächtigen noch die Hintermänner überführt – dennoch hilft er ihm. Beide versuchen nun, die Entführten zu finden. Im Wohnhaus der Jansens finden sich Blutspuren und ein großer Geschenkkarton, darin ein Polaroid-Foto und ein Handy mit einer Videobotschaft von Didic. Er will Jansen die Chance geben, seine Familie zu retten, was ihm selbst nicht vergönnt war. So führt die Spur von einem Hinweis zum nächsten. Am Ende fordert er dazu auf, einen Stephan Istjevic zu töten, bevor dieser Jansen töten würde. Batu erkennt jedoch Istjevic als den Mann wieder, von dem Jansen letztens einen Umschlag mit Geld für seine „Sonderdienste“ erhalten hatte. So ist klar, dass Didic sich auch an Istjevic rächen wollte, indem er ihn und Jansen aufeinander hetzte. Schließlich ist Istjevic aufgrund seiner Geschäfte mit den SEK-Männern indirekt mitschuldig am Tod seiner Familie. Batu gelingt es, Istjevic davon zu überzeugen, ihm bei der Suche nach den beiden Entführten zu helfen. Auf dem Weg zum Versteck verliert Batu allerdings die Spur, die Didic gelegt hat. Mit scharfsinniger Überlegung findet er sie aber wieder und kann Jansens Frau und Tochter retten.
Bei all dem hat Batu seinen eigentlichen Auftrag nicht vergessen und ist sich sicher, dass Istjevic nicht der einzige Hintermann ist. So kann über eine Rückrufverfolgung auch Horst Strelsky, der SEK-Einsatzleiter, überführt werden.

## Hintergrund
Die Produktionsfirma Studio Hamburg drehte die Tatortepisode Häuserkampf  vom 18. November bis zum 17. Dezember 2008 in Hamburg und Umgebung.
Die Geiselnahme durch Didic wird ausschnittweise in der  Polizeiruf-110-Folge Zwischen den Welten eingeblendet.

## Rezeption

### Einschaltquoten
Die Erstausstrahlung von Häuserkampf am 13. April 2009 wurde in Deutschland von insgesamt 5,86 Millionen Zuschauern gesehen und erreichte einen Marktanteil von 18,4 % für Das Erste.

### Kritik
Die Kritik der WAZ zielte darauf ab, dass, da die Anweisungen bei diesem „Duell mit einem Toten“ per Mobiltelefon gegeben werden, die Geräte so stark wie in keinem anderen Tatort die Krimi-Handlung bestimmten. „Die Episode gerät zu einer nervenzerfetzenden Schnitzeljagd.“
Bei der Mitteldeutschen Zeitung war zu lesen: „Hier sieht man Kommissar Batu in der schlimmsten Gewissensklemme, in die ein Undercover-Polizist überhaupt geraten kann. Er lässt sich von seinem Chef Kohnau - wieder dröge und leicht skurril gespielt von Peter Jordan - nur höchst widerwillig auf einen Kollegen ansetzen, der in allerlei dunkle Geschäfte verwickelt sein soll. Und so kommt es, dass der ganze Film ‚eher (einen) dunklen, elegischen Ton (an)schlägt‘ und Kurtulus als Batu oft in ausführlichen Aufnahmen wie ein grübelnder Hamlet da[steht]“.
Die Redakteurin Carin Pawlak aus der Online-Redaktion des Focus urteilte:

„Ein vielschichtiger Fall, bei dem es auf jeden Nebensatz ankommt. Einbruch, Diebstahl, Vernichtung von Beweisen und: ‚Verarschung von Vorgesetzten‘, wie der Vorgesetzte sagt. Er sagt auch: ‚Scheiß-Türke‘, dieser Uwe Kohnau, der Chef von Cenk Batu. Peter Jordan spielt ihn wunderbar als Bürostuhlwarmhalter mit unfreiwilligen Ausflügen in die Welt jenseits der Stechuhr.“

Rainer Tittelbach von tittelbach.tv fasste seine Kritik folgendermaßen zusammen:

„Cenk Batu geht weiterhin neue Wege. Keine Leiche in den ersten fünf Minuten, kein Whodunit, kein herkömmliches Ermitteln. Auch der zweite Film ‚Häuserkampf‘ ist mehr Thriller als klassischer Krimi. Batu steckt ständig in dem persönlichen Widerspruch, das Vertrauen des Milieus, in das er sich begibt, für seine Ermittlungen zu missbrauchen.“